# La Clinique de l'amour
Pour plus de détails, voir Fiche technique et Distribution.
La Clinique de l'amour est une comédie romantique française réalisé par Artus de Penguern, sorti en 2012.

## Synopsis
La clinique Marchal est un modeste établissement familial dirigé par David Marchal, tandis que ses deux fils, John et Michael, y sont chirurgiens. 
Depuis quelque temps, rien ne va plus : John, très amoureux de l'infirmière Priscilla a vu celle-ci épouser Michael qui a ruiné la clinique en transformant celle-ci en établissement de chirurgie esthétique. David Marchal a fait une crise cardiaque qui le maintient alité, à l'article de la mort. Michael, délaissant Priscilla, après seulement quelques semaines de mariage, a pris pour maîtresse Samantha qui nourrit une passion dévorante pour l'argent et les bijoux hors de prix. 
Tandis que John (aidé par Priscilla) lutte jour et nuit pour redresser l'économie de la clinique, Michael (« piloté » par la très cupide Samantha) n'a de cesse de ruiner ses efforts pour vendre l'établissement familial à un puissant laboratoire pharmaceutique. 
Qui l'emportera ? Les merveilleux John et Priscilla ou les infâmes Michael et Samantha ?

## Fiche technique
- Réalisation : Artus de Penguern
- Scénario : Artus de Penguern et Gábor Rassov
- Production : Thibault Gast, Jesus Gonzalez-Elvira Nicolas Steil, Mathias Weber, Touscoprod
- Distribution France : Rezo Distribution
- Photographie : Vincent Mathias
- Montage : Kako Kelber
- Musique : Gast Waltzing
- Supervision musicale : Varda Kakon
- Genre : comédie romantique
- Pays d'origine :  France
- Format : couleur
- Durée  : 83 minutes
- Date de sortie : 
  - France : 27 juin 2012

## Distribution
- Bruno Salomone : Michael Marchal
- Helena Noguerra : Priscilla Marchal
- Artus de Penguern : John Marchal
- Natacha Lindinger : Samantha Bitch
- Anne Depétrini : Hélène
- Émilie Caen : Cathy
- Renaud Rutten : Marc
- Ged Marlon : Tom
- Michel Aumont : David Marchal
- Annick Alane : Madame Santiago
- Dominique Lavanant : Mademoiselle Phillips
- Sofia Essaïdi : Jennifer Gomez
- Éric Godon : Giuseppe Severini
- Vernon Dobtcheff : Johnattan Stork
- Marcos Adamantiadis : un agent de sécurité
- Alain Perpète : présentateur TNN
- Riton Liebman : David Marchal (jeune)
- Éric Larcin : un vigile
- Julie Thalmann : une patiente
- Dominique Lori : un patient

## Anecdote
À l'origine, c'est le rôle de Samantha Bitch que devait interpréter Helena Noguerra, mais lors d'une lecture du scénario avec elle, le réalisateur Artus de Penguern a trouvé que sa bonté et sa générosité naturelles transparaissaient trop fortement. Il a alors décidé de lui donner le rôle de la « jeune première », Priscilla Marchal.